# Crosslauf-Länderkampf der Männer 1985 Italien – BR Deutschland – Irland – Polen – Schweiz
| 1. Leichtathletik-Länderkampf mit bundesdeutscher Beteiligung 1985                 | 1. Leichtathletik-Länderkampf mit bundesdeutscher Beteiligung 1985 |
| ---------------------------------------------------------------------------------- | ------------------------------------------------------------------ |
|                                                                                    |                                                                    |
| Crosslaufvergleich der Männer: Italien – BR Deutschland – Irland – Polen – Schweiz |                                                                    |
| Austragungsort                                                                     | Mailand                                                            |
| Wettbewerbe                                                                        | 1                                                                  |
| Datum                                                                              | 10. März                                                           |
| 1. ITA 2. POL 3. FRG 4. SUI 5. IRL                                                 | Pzf.006 Pzf.024 Pzf.026 Pzf.029 Pzf.035                            |
| Chronik                                                                            |                                                                    |
| ← letzter LK 1984: 00FRG-FRA Geher (M)                                             | ITA-FRG-GBR-IRL-SUI00 Cross (F) →                                  |

Im ersten Vergleich des Länderkampfjahres 1985 wurde als Neuerung ein Crosslauf ausgetragen. Die Männer trafen am 10. März in Mailand auf die vier Gegner Italien, Irland, Polen und die Schweiz. Die neue Länderkampfform führte dazu, dass ein Ländervergleich als Freiluftveranstaltung so früh in der Saison stattfand wie nie zuvor. Auch die Frauen bestritten am selben Ort zum selben Termin einen eigenen Straßenlaufländerkampf.

## Modus
Ausgetragen wurde ein Crosslauf über neuntausend Meter. Jede Mannschaft bestand aus drei Läufern, die alle mit ihrer Platzziffer in die Wertung kamen.

## Ergebnis
Die drei italienischen Vertreter lagen mit ihren Plätzen eins bis drei vor allen anderen Läufern und dominierten so diesen Wettbewerb maximal. Sie gewannen den Länderkampf mit dem bestmöglichen Wert von Platzziffer sechs. Auf den Rängen vier und fünf folgten zwei polnische Sportler, das reichte für Polen mit Platzziffer 24 zum zweiten Rang in der Gesamtwertung. Die Bundesrepublik Deutschland wurde knapp dahinter Dritter mit Platzziffer 26. Die Schweiz (Pzf. 29) belegte Platz vier vor Irland (Pzf. 35).

## Resultat

### Crosslauf, 9000 Meter
| Platz | Athlet               | Land | Zeit (h) |
| ----- | -------------------- | ---- | -------- |
| 01    | Alberto Cova         | ITA  | 28:11    |
| 02    | Gianni Demadonna     | ITA  | 28:13    |
| 03    | Marco Gozzano        | ITA  | 28:18    |
| 04    | Karol Dolega         | POL  | 28:35    |
| 05    | Bogusław Psujek      | POL  | 28:39    |
| 06    | Hans-Jürgen Orthmann | FRG  | 28:40    |
| 07    | Bruno Lafranchi      | SUI  | 28:42    |
| 08    | Marius Hasler        | SUI  | 28:50    |
| 09    | Robert Schneider     | FRG  | 28:52    |
| 10    | John O’Toole         | IRL  | 28:57    |
| 11    | Michael Scheytt      | FRG  | 29:03    |
| 12    | John Griffin         | IRL  | 29:07    |
| 13    | Paul O’Callaghan     | IRL  | 29:26    |
| 14    | Markus Hacksteiner   | SUI  | 29:34    |
| 15    | Tomasz Kozłowski     | POL  | 29:35    |